# Tribeca (musikgrupp)
Tribeca var ett svenskt elektro/indieband bestående av Lasse Lindh och Claes Björklund. De släppte två album, Kate -97 och Dragon Down, innan Lasse Lindh beslutade sig för att satsa på en solokarriär.

## Diskografi

### Album
- Kate -97 (CD) (2002)
- Dragon Down (CD) (2003)